# Diplophryxus negrimaculatus
Diplophryxus negrimaculatus là một loài chân đều trong họ Bopyridae. Loài này được Markham miêu tả khoa học năm 2010.